# Reinaldo Gomes Tavares
Reinaldo Gomes Tavares (,  — , ) foi um militar e político brasileiro.
Foi tenente da 3ª Companhia do 5° Batalhão de Infantaria da Guarda Nacional de São Francisco do Sul.
Foi deputado à Assembleia Legislativa de Santa Catarina na 4ª legislatura (1901 — 1903).